# Diana Thater
Diana Thater, née le 14 mai 1962 à San Francisco (Californie), est une artiste américaine. Elle est notamment reconnue pour ses installations à projections vidéos multiples s'intégrant à l'architecture.

## Biographie
Elle a obtenu son M.F.A. en 1990 du Art Center College of Design, Pasadena, Californie et son B.A. en Histoire de l’Art en 1984 du New York University, New York, New York. Elle vit et travaille actuellement à Los Angeles, Californie.
Son travail a fait l’objet de nombreuses expositions solo (dont au DIA Center for the Arts, New York, en 2001 ; au Vienna Secession, Vienne, 2000 ; au Museum Of Modern Art, New York, 1998 et au MAK Center for Art + Architecture, Los Angeles, en 1998) et collectives (Paul Getty Museum, Los Angeles, 2008 ; Whitney Biennial, New York, 2006-1997-1995; Kunsthalle Basel, Bâle, 2002 ; Guggenheim Museum, New York, 2002 ; Carnegie International, Pittsburgh 1999, parmi plusieurs autres). 
Ses œuvres font partie de plusieurs collections publiques, dont celles du Art Institute of Chicago, du Whitney Museum of American Art à New York et du Guggenheim Museum à New York. 
Elle fut récipiendaire des prix James D. Phelan Award in film and video de The San Francisco Foundation en 2006, et du Fellowship Award de la John Simon Guggenheim Memorial Foundation en 2005.

## Œuvre

### Installations immersives
Depuis les années 1990, Diana Thater réalise des installations hybrides dans lesquelles les multiples projections vidéo s’intègrent à l’espace architectural et où les moniteurs y sont placés sculpturalement. Elle questionne la façon dont les spécificités d’un site déterminent les effets phénoménologiques de l’œuvre ; son travail se construit en tenant compte de l’architecture, de la lumière et du mouvement du spectateur dans l’espace . Dans le but de rendre l’espace palpable, elle utilise des lumières colorées et filtre celle provenant de l’extérieur en appliquant des gels aux fenêtres. Ainsi, en entrant dans une pièce, le spectateur pénètre dans un "volume de couleur"  Les limites de l’œuvre sont redéfinies ; l’atmosphère de la vidéo s’étend au-delà des limites du cadre de la projection : elle enveloppe toute la pièce et plonge le spectateur dans l’espace de l’image. Sa présence devient donc centrale à l’œuvre, qui se construit à partir de son expérience des points de vue multiples qu’elle lui propose .

### Présence technologique
Le dispositif est donc toujours visible dans les installations de Diana Thater : projecteurs et moniteurs sont placés à même le sol et les fils demeurent apparents. La technologie est mise à l’avant plan puisque c’est par elle que se construit l’expérience. Elle met en scène une nature médiatisée et recréée technologiquement : fleurs cultivées et animaux domptés, tout en en révélant les mécanismes de la représentation médiatique. Le spectacle de la nature se déploie, mais est constamment réprimé par les stratégies techniques dont elle fait usage : absence de son, montage, ralenti, séparation des couleurs qui composent la projection lumineuse (rouge-bleu-vert). Il n’est par conséquent pas question de spectacle ou d’illusion dans le travail de Thater, comme c’est souvent le cas dans l’art vidéo, qui se rapproche davantage de l’expérience cinématographique et qui se définit par une certaine linéarité et une temporalité cohérente .

### Abstraction non-narrative
Diana Thater rompt avec l’approche de contemplation passive de l’art vidéo et choisi plutôt de travailler avec les contraintes du médium et d’en exposer les limites. Elle en exploite le potentiel non-narratif et abstrait. « L’abstraction en cinéma et en vidéo est la non-représentation du temps. J’ai voulu utiliser une imagerie non-narrative et construire une temporalité non-narrative ». En transformant ainsi nos attentes envers la vidéo , les installations de Diana Thater produisent un certain déplacement narratif, comme perceptif . 

### Expérience construite
Je cherche toujours à rendre le temps et l’espace visibles ». Préoccupée par les questions d’espace et de perceptions spatiales , l’artiste présente au spectateur un réseau d’images et de perspectives entrelacées, qui par associations permet une reconfiguration virtuelle de l’espace . Elle instaure de cette façon un dialogue entre le site et l’œuvre qui amène le spectateur à prendre conscience de la réalité matérielle comme immatérielle de l’espace, son attention vacillant entre la conscience du site réel et l’illusion de la projection. L’œuvre de Diana Thater expose ainsi la ligne entre ce qui est naturel et ce qui est construit, dans l’image comme dans l’expérience .

## Réalisations - liste sélective
- 2009- gorillagorillagorilla
- 2008- Perfect Devotion
- 2005- Perpetual Motion
- 2003- Dark Matters
- 2002- White is the color
- 2001- Orange Room (Wallflowers)
- 2001- Knots and surfaces
- 2001- Moonlight blue room
- 1999- Delphine
- 1998- The best animals are the flat animals
- 1998- The best spaces are deep spaces
- 1995- China
- 1993- Late and soon (Occident Trotting)